# Suburra (film)
Suburra è un film del 2015 diretto da Stefano Sollima, tratto dall'omonimo romanzo di Carlo Bonini e Giancarlo De Cataldo.
Scritto da Stefano Rulli e Sandro Petraglia, ha come protagonisti Pierfrancesco Favino, Claudio Amendola, Elio Germano, Alessandro Borghi, Greta Scarano e Giulia Elettra Gorietti.
È il secondo capitolo della "trilogia della Roma criminale" di Sollima, preceduto da ACAB - All Cops Are Bastards (2012) e seguito da Adagio (2023).
Il regista ha dedicato la pellicola al padre Sergio, scomparso pochi mesi prima dell'uscita del film .
Il romanzo e il film prendono il titolo dall'omonimo quartiere dell'Antica Roma, la cui parte bassa era particolarmente malfamata.

## Trama
Il film è ambientato a Roma nell'arco di una settimana nel novembre del 2011.
5 novembre
Il Papa si appresta, come ogni sera, a cenare nell'apposita sala del Vaticano ma sembra che un incessante dubbio lo tormenti; in seguito confida al suo segretario personale l'intenzione di voler abdicare.
Filippo Malgradi, un parlamentare corrotto invischiato nella criminalità, fin dagli anni di piombo è legato al "Samurai", leggendario boss del crimine a Roma, ultimo superstite della Banda della Magliana e garante dei rapporti tra la piccola malavita romana, le famiglie mafiose del Sud Italia e la politica. In Parlamento le tensioni sono alte e Malgradi, dopo essere uscito da un dibattito, consuma in un albergo una notte di sesso e droga assieme alla escort Sabrina e a Jelena, prostituta minorenne. 
L'orgoglioso e impulsivo Aureliano Adami, detto "Numero 8", piccolo boss criminale della zona di Ostia, vuole espandere il suo potere; picchia selvaggiamente il proprietario di uno stabilimento balneare a cui ha appena appiccato il fuoco su commissione di un altro politico corrotto, il deputato Rognati, che poco dopo incontra.
Bacarozzo, un criminale romano appena uscito di prigione dopo venti anni si incontra in un bar con Samurai al quale chiede con insistenza di tornare a fare "affari" con lui ma questi, nonostante le minacce di "rivelazioni" pericolose, rifiuta. All'uscita dal bar Bacarozzo viene travolto da un'auto lanciata a tutta velocità.
Per Malgradi le cose non vanno affatto bene: Jelena muore per un'overdose e Sabrina, spaventata, si trova costretta a chiamare Spadino, fratello minore di Manfredi, capo del clan malavitoso zingaro Anacleti.
6 novembre
Sebastiano, un timido e nervoso organizzatore di eventi, si trova in un bar sul Lungotevere dove avviene un incontro molto duro con suo padre. Dopo essersi salutati e aver lasciato il bar, l'anziano si suicida gettandosi da Ponte Vittorio. Intanto Spadino prende iniziativa e decide di ricattare Malgradi pretendendo potere e denaro in cambio del silenzio sull'occultamento del cadavere, gettato in un lago artificiale nei dintorni di Roma; il politico, di conseguenza, chiede al collega di partito Rognati di trovare qualcuno in grado di spaventare il giovane e liberare il parlamentare dal ricatto, così viene chiamato Numero 8.
Sebastiano viene portato al cospetto di Manfredi; il boss lo informa dei pesanti debiti che il padre aveva contratto con lui e ne esige immediatamente la restituzione: Sebastiano è quindi costretto a cedere non solo abitazione e Porsche ma soprattutto la lussuosa villa della sua società in cui organizza gli eventi notturni e che costituisce la sua unica fonte di guadagno.
La sera stessa Numero 8 e Spadino si incontrano fuori da un night club alla periferia di Roma. Nonostante le minacce il giovane non si lascia intimidire e dice di voler usare le difficoltà di Malgradi per entrare negli affari che contano, ma per tutta risposta viene pugnalato alla gola e muore.
7 novembre
Sabrina, sentendo al telegiornale della morte di Spadino, teme per la sua stessa incolumità. Nel frattempo, Malgradi riceve la visita di Samurai che chiede delucidazioni sull'omicidio del giovane rampollo degli Anacleti, e il politico spiega che non era sua intenzione far uccidere il ragazzo ma solo spaventarlo. Il suo vecchio amico domanda se ci siano altri testimoni e si offre di coprirlo con gli ambienti malavitosi, ma in cambio gli impone di ampliare un progetto di legge sulla riqualificazione delle periferie, del quale Malgradi è promotore, fino alla zona di Ostia. Al parlamentare darà in cambio denaro e protezione dalla probabile vendetta di Manfredi. Alla stazione Tiburtina, Malgradi incontra Sabrina: le assicura di non essere il mandante dell'omicidio, le dice pure che l'autore è Numero 8, le consiglia infine di non tornare a casa data la situazione pericolosa.
Numero 8, intanto, riceve una visita da Samurai, il quale gli rimprovera l'omicidio poiché - essendo Spadino affiliato ad un clan rivale - potrebbe causare una guerra di mafia e rovinare il progetto speculativo di riqualificazione delle periferie cui partecipano anche le famiglie mafiose del Meridione, per cui gli chiede di stare tranquillo fino alla realizzazione dell'obiettivo. Numero 8 è però restio alla sottomissione con i clan mafiosi del sud ai quali un tempo era legato suo padre, ma capisce che avrà buoni guadagni dalla speculazione nella sua zona d'influenza mafiosa. Sabrina si reca a casa di Sebastiano, di cui è amica e frequentatrice del suo locale, e si confida con lui rivelandogli il nome dell'assassino di Spadino. Sebastiano fa subito la spia a Manfredi sperando in un atto di clemenza del boss e di poter riavere la villa per proseguire nell'attività lavorativa.
8 novembre
In un supermercato IperCoop di Ostia ove Numero 8 riscuote il "pizzo" insieme alla fidanzata tossicodipendente Viola, tre affiliati rom di Manfredi cercano di uccidere il giovane boss, che però viene solo ferito riuscendo a sfuggire loro grazie all'aiuto della ragazza e del suo braccio destro Mirko.
9 novembre
Samurai si incontra con il cardinale Berchet, recentemente sconvolto dalla notizia delle future dimissioni del Papa, per avere dei soldi di provenienza mafiosa depositati nello IOR; il monsignore gli assicura, dopo aver ricevuto una velata minaccia da parte del criminale e la promessa di una quota più elevata nell'affare, che farà sbloccare i fondi necessari per ricompensare Malgradi e gli altri politici coinvolti.
Al sicuro in un molo, Viola e gli uomini di Numero 8 propongono vendetta verso il clan degli zingari per il tentato omicidio, ma il piccolo boss rifiuta perché ha promesso a Samurai di starsene tranquillo. Manfredi riesce ad arrivare a Sabrina attraverso Sebastiano, che durante la messa funebre del padre viene indotto a tradire la sua amica e consegnargli le chiavi della casa dove ella è ancora ospite; la ragazza viene così costretta a rivelare al criminale zingaro il nome del politico per cui aveva "lavorato" quella fatidica notte. In seguito Viola e Mirko, all'insaputa di Numero 8, uccidono gli attentatori della sera precedente in un centro benessere.
10 novembre
Manfredi, ancor più desideroso di vendetta giacché gli affiliati uccisi erano suoi nipoti, si incontra con Samurai ma questi gli impone di desistere in quanto Numero 8 è importante nella trattativa di Ostia giacché non disdegna di sporcarsi le mani quando c'è da impossessarsi di altrui terreni da inserire nel progetto; Manfredi rifiuta la proposta e si fa poi spiegare da Sebastiano in cosa consiste tale affare: esso, chiamato Waterfront, dovrebbe trasformare il litorale ostiense in una sorta di Las Vegas; le speculazioni immobiliari attorno alla sua realizzazione sarebbero numerosissime, fornendo a chi entrasse nel progetto un'ottima occasione per arricchirsi enormemente. Manfredi decide di applicare la sua vendetta in modo differente e di ricattare Malgradi: irrompendogli in casa, gli impone di inserirlo nell'affare pretendendo il 20% dei guadagni. Il politico è costretto ad accettare e il suo figlioletto viene prelevato e affidato come prigioniero a Sebastiano, totalmente in balia degli eventi, che deve tenerlo legato e bendato fino alla fine delle operazioni.
Malgradi si incontra quindi con Samurai, spiegando del sequestro del figlio da parte del clan zingaro dei Manfredi, e chiede un aiuto. Samurai gli assicura che sistemerà tutto lui e che deve pensare solo a far votare la legge sulla lottizzazione a Ostia.
11 novembre
Numero 8, profondamente arrabbiato con Viola, per non aver obbedito ai suoi ordini e per gli omicidi che potrebbero causare una guerra, dopo aver picchiato la ragazza riceve la visita di Samurai, intenzionato a mantenere la pace tra clan: questi pretende, però, una parte delle sue future quote del progetto come risarcimento a Manfredi per gli omicidi, poi impone al giovane di "sacrificare" Viola agli Anacleti. Numero 8 rifiuta categoricamente queste due proposte, insultando velatamente Samurai.
12 novembre
Samurai e un sicario sopraggiungono silenziosamente nel capanno dove si nasconde Numero 8 e lo uccidono a sangue freddo assieme a Mirko e agli altri suoi uomini; Viola, inebetita dall'eroina che ha appena assunto, può solamente osservare disperata tutta la scena, riuscendo però a nascondersi in una botola del capanno, sfuggendo così alla rappresaglia. In Parlamento, nel frattempo, la legge riguardante Ostia riesce a passare; Samurai avvisa Manfredi, che a questo punto autorizza Sebastiano a riportare il figlio a Malgradi. L'organizzatore di eventi, ormai, si aspetta che il boss, avendo lui eseguito tutti i suoi ordini, gli riconsegni la villa, ma lo zingaro continua a trattarlo sgarbatamente e a tergiversare sull'argomento. Sebastiano si innervosisce e dopo aver dato una spinta al boss viene da questi brutalmente picchiato e abbandonato per strada.
Quella stessa sera, i politici del partito di Malgradi, intenti nei festeggiamenti per l'approvazione della legge su Ostia, ricevono un messaggio nel quale viene comunicata la caduta del Governo. Intanto un amico avverte Malgradi che la magistratura sta per aprire un'inchiesta su di lui per la morte della giovane prostituta, nel frattempo ritrovata dai sommozzatori nel lago. Il parlamentare corre verso Palazzo Chigi, passando in mezzo ad una folla di manifestanti che inveiscono contro il governo e trovandosi poi a rincorrere vanamente l'auto del Presidente che sta andando a dimettersi, e cosi si vede ormai impossibilitato a farsi rieleggere per godere dell'immunità parlamentare. Sebastiano, nel frattempo, tende un agguato a Manfredi, lo tramortisce e, dopo averlo immobilizzato, lo rinchiude nella gabbia del suo feroce pitbull che non esita a sbranare il padrone.
Dopo una visita affettuosa all'anziana madre, Samurai viene sorpreso sul pianerottolo dell'abitazione da Viola. Lui le dice che vuole farle una proposta, a cui lei risponde: "La prossima volta". Infine la ragazza lo fredda, crivellandolo di colpi.

## Promozione
Il primo poster e il primo teaser trailer del film sono stati diffusi il 25 agosto 2015.

## Distribuzione
Il film è uscito nelle sale cinematografiche il 14 ottobre 2015, distribuito da 01 Distribution.

## Accoglienza
Il film si è rivelato un buon successo di pubblico, incassando 4624061 €, risultando il 35° miglior incasso della stagione cinematografica 2015-2016.

## Colonna sonora
Sono incluse nella colonna sonora di Suburra 13 tracce degli M83, la cui lista, qui di seguito, è stata resa nota il 20 ottobre 2015 tramite la pagina ufficiale di Facebook del film.
1. Outro
2. Wait
3. Midnight City
4. Sister (Part I)
5. Sister (Part II)
6. On the Cold I'm Standing
7. Waves, Waves, Waves
8. My Own Strange Path
9. Bruits de Train
10. We Own the Sky
11. On a White Lake Near a Green Mountain
12. By the Kiss
13. Violet Tree

## Riconoscimenti
- 2016 - David di Donatello
  - Candidatura a Migliore attore non protagonista a Alessandro Borghi
  - Candidatura a Migliore fotografia a Paolo Carnera
  - Candidatura a Migliore scenografia a Paki Meduri
  - Candidatura a Miglior montaggio a Patrizio Marone
  - Candidatura a Migliori effetti speciali a Visualogie
  - Candidatura a Mercedes-Benz Future Award a Stefano Sollima
- 2016 - Nastro d'argento
  - Migliore attrice non protagonista a Greta Scarano
  - Migliore scenografia a Paki Meduri
  - Candidatura a Regista del miglior film a Stefano Sollima
  - Candidatura a Migliore attore protagonista a Pierfrancesco Favino
  - Candidatura a Migliore attore non protagonista a Claudio Amendola
  - Candidatura a Migliore costumi a Veronica Fragola
  - Candidatura a Miglior montaggio a Patrizio Marone
- 2016 - Globo d'oro
  - Candidatura a Migliore attrice a Greta Scarano
  - Candidatura a Migliore fotografia a Paolo Carnera
- 2016 - Ciak d'oro
  - Rivelazione dell'anno a Greta Scarano e Alessandro Borghi
  - Candidatura a Migliore attore non protagonista a Alessandro Borghi
  - Candidatura a Migliore manifesto a Francesco Bruzzesi (HASH)
- 2016 - Premio Ostiglia - Arnoldo Mondadori Un libro al Cinema
  - Primo classificato binomio Film e Libro

## Altri media
Nell'ottobre 2015 è stata annunciata una serie televisiva di 10 episodi basata sul film, frutto di una co-produzione tra Cattleya, Netflix e Rai Fiction, con la regia di Michele Placido, Andrea Molaioli e Giuseppe Capotondi; Suburra - La serie è la prima produzione italiana di Netflix, e racconta degli avvenimenti precedenti a quelli mostrati nel film, costituendone dunque una sorta di prequel, ma discostandosi da esso nell'ultima stagione.
Tra gli interpreti della serie Filippo Nigro nel ruolo del politico corrotto Amedeo Cinaglia (personaggio simile a quello interpretato da Pierfrancesco Favino nel film) e Claudia Gerini nel ruolo di Sara Monaschi. Tra i personaggi del film che sono presenti anche nella serie vi sono Samurai, interpretato da Francesco Acquaroli (in luogo di Claudio Amendola), mentre Alessandro Borghi, Giacomo Ferrara e Adamo Dionisi, rispettivamente interpreti di Aureliano Adami detto Numero 8, Alberto Anacleti detto Spadino (che nella serie è uno dei personaggi principali, a differenza del film in cui invece ha un ruolo secondario) e Manfredi Anacleti nel film, sono tornati a vestirne i panni anche nella versione televisiva.
La serie viene distribuita sulla piattaforma streaming a partire dal 6 ottobre 2017; viene anche trasmessa in chiaro su Rai 2 nel 2019. A seguito del successo ottenuto, il 29 gennaio 2018 Netflix ha rinnovato la serie per una seconda stagione, le cui riprese sono iniziate il 3 aprile 2018 e si sono concluse l'autunno successivo; tale seconda stagione è stata pubblicata sulla piattaforma il 22 febbraio 2019.
Il 2 aprile 2019 Netflix ha confermato la produzione della terza e ultima stagione della serie, che viene pubblicata nella piattaforma il 30 ottobre del 2020.